# Arquebi
Arquebi   (segle II aC - Tàxila, segle I aC)Arquebi fou un rei indogrec que va governar a Tàxila. Osmund Bopearachchi el situa vers el 90–80 aC, i R. C. Senior vers el mateix període. Fou probablement el darrer rei indogrec abans que l'escita Maues conquerís Tàxila, i contemporani d'Hermeu que governava més a l'oest. Es creu que podia ser parent d'Heliocles II, ja que va utilitzar un revers similars a les monedes i el mateix títol de Dikaios (el Just).

## Monedes
Arquebi va encunyar moneda de plata on apareix amb diadema o amb casc, i a vegades amb posició de tirar la llança; al revers Zeus portant un rellamp i a vegades un aegis. Se li coneixen algunes sèries (rares) de tetradracmes àtics, trobats a Bactriana. Les seves monedes de bronze tenen a un costat un mussol i a l'altra a Nice. Se sap que va regravar algunes monedes de Peucolau.

## Galeria d'imatges

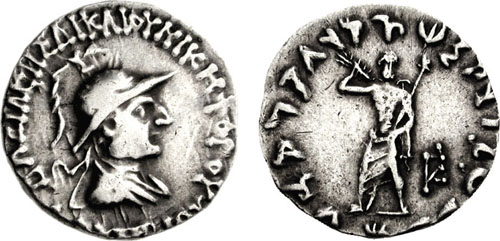
Moneda d'Arquebi.